# شهاب عباسی
شهاب عباسی (زاده ۲۷ آذر ۱۳۵۲ در تبریز) هنرپیشه، خواننده، مجری، کارگردان، تهیه‌کننده و فیلم‌نامه‌نویس و بازیگر تلویزیون اهل ایران است.

## زندگی
شهاب عباسی در ۲۷ آذر ۱۳۵۲ (خورشیدی) در محله‌ای نزدیک به سه راه امین تبریز در خانواده‌ای ۵ نفره زاده شد. شهاب فرزند دوم خانواده و دارای یک خواهر و برادر است. او در دوره دبیرستان در هنرستان هنرهای زیبا میرک تبریز تحصیل کرده‌است.
او پیش از قبولی در دانشگاه در رشتهٔ نقاشی در رادیو تبریز فعالیت داشته. در دانشکده هنر با سید جواد رضویان و مهران غفوریان و حسین رفیعی هم دوره بوده. بعد از اتمام دوران دانشگاه کم‌کم از نقاشی فاصله گرفته و به واسطهٔ علی سلیمانی با داریوش کاردان آشنا شده و پس انجام تست توانست در برخی از کارهای وی حضور پیدا کند.
در اواخر سال ۱۳۸۹ او با تماسی از هومن حاجی عبداللهی و معرفی شدن به فرید شب‌خیز تصمیم به ساخت مجموعه‌ای به نام «خنده بازار» گرفت.
از ابتدای سال ۱۳۹۰ مجموعه خنده‌بازار با حضور عده‌ای از هنرمندان باسابقه و جوان مستعد کارش را در شبکه سه آغاز کرد و خیلی سریع توانست با مخاطب ارتباط برقرار کند و جزو برنامه‌های پرمخاطب تلویزیونی شود.

## آثار

### سینما
| سال  | نام فیلم           | سمت             | کارگردان         | اکران | توضیحات |
| ---- | ------------------ | --------------- | ---------------- | ----- | ------- |
| ۱۳۸۸ | طلاق به سبک ایرونی | بازیگر          | فرید کلهر        | -     |         |
| ۱۳۸۸ | شرط اول            | نویسنده، بازیگر | سید مسعود اطیابی | -     | -       |
| ۱۳۹۲ | کالسکه             | بازیگر          | آرش معیریان      |       |         |

۱۴۰۴:(شبکه سه) برنامه تلویزیونی سه به بعد با سیاوش مفیدی

### فیلم ویدئویی، تلویزیونی
| سال  | نام فیلم            | سمت                       | کارگردان           |
| ---- | ------------------- | ------------------------- | ------------------ |
| ۱۳۹۲ | مبارزان کوچک        | بازیگر                    | داوود اطیابی       |
| ۱۳۹۱ | سلام زندگی          | بازیگر، نویسنده           | کریم رجبی          |
| ۱۳۹۰ | تایماز موتوری       | بازیگر                    | فرشاد ارج          |
| ۱۳۹۰ | زن‌ها نمونه‌اند       | بازیگر                    | مصطفی خانلقی       |
| ۱۳۸۹ | مشکلات یک مرد محترم | کارگردان، بازیگر          | شهاب عباسی         |
| ۱۳۸۹ | ارث شیرین           | کارگردان، بازیگر          | شهاب عباسی         |
| ۱۳۸۹ | ورشکسته‌ها           | بازیگر                    | نصرت‌الله قاضی مقدم |
| ۱۳۸۸ | آتش‌بس در بیمارستان  | بازیگر                    | اصغر نصیری         |
| ۱۳۸۸ | هملت به جبهه می‌رود  | بازیگر                    | مسعود تکاور        |
| ۱۳۸۸ | دامادی به نام صفر   | بازیگر، نویسنده           | فرشاد ارج          |
| ۱۳۸۷ | خواب فروش           | کارگردان، نویسنده         | شهاب عباسی         |
| ۱۳۸۷ | ماه عسل             | کارگردان، نویسنده، بازیگر | شهاب عباسی         |
| ۱۳۸۵ | تعطیلات پردردسر     | کارگردان                  | شهاب عباسی         |

### مجموعه تلویزیونی
| سال تولید | عنوان                      | سِمَت                       | کارگردان                  | شبکه                                   |
| --------- | -------------------------- | ------------------------- | ------------------------- | -------------------------------------- |
| ۱۴۰۳_۱۴۰۲ | مسابقه بگو بخند            | کارگردان؛ داور            | شهاب عباسی                | شبکه نسیم                              |
| ۱۴۰۳      | هموطنز                     | کارگردان                  | شهاب عباسی                | شبکه دو                                |
| ۱۴۰۲      | طعم طمع (مجموعه تلویزیونی) | بازیگر                    | امیرحسین عنایتی           | شبکه یک                                |
| ۱۴٠۱      | آزادی مشروط                | بازیگر، نویسنده           | مسعود ده‌نمکی              | شبکه یک                                |
| ۱۴۰۰      | پلاک ۱۳                    | کارگردان                  | آرش معیریان، شهاب عباسی   | شبکه سه                                |
| ۱۴۰۰      | بوتیمار                    | بازیگر، نویسنده           | علیرضا نجف زاده           | شبکه سه                                |
| ۱۳۹۹      | مجموعه تلویزیونی دست انداز | کارگردان، بازیگر          | شهاب عباسی                | شبکه نسیم                              |
| ۱۳۹۸      | کامیون                     | نویسنده، بازیگر           | مسعود اطیابی              | شبکه دو                                |
| ۱۳۹۸      | تبریزیم (مجموعه تلویزیونی) | کارگردان و نویسنده        | شهاب عباسی                | شبکه سهند                              |
| ۱۳۹۷      | ناخونک                     | بازیگر                    | یزدان فتوحی               | شبکه‌های استانی                         |
| ۱۳۹۵      | دیواربه‌دیوار               | یکی از نویسندگان          | سامان مقدم                | شبکه سه                                |
| ۱۳۹۵      | شهر گمشده (شکر آباد ۲)     | کارگردان، بازیگر، نویسنده | شهاب عباسی                | شبکه نسیم                              |
| ۱۳۹۵      | افسانه هزارپایان           | کارگردان                  | شهاب عباسی                | شبکه نسیم                              |
| ۱۳۹۴      | دست به نقد                 | کارگردان، بازیگر          | شهاب عباسی                | شبکه نسیم                              |
| ۱۳۹۳      | شکرآباد                    | کارگردان، بازیگر          | شهاب عباسی                | شبکه نسیم                              |
| ۱۳۹۱      | شکرپنیر                    | کارگردان، نویسنده، بازیگر | شهاب عباسی                | سهند (سیمای مرکز آذربایجان شرقی-تبریز) |
| ۱۳۸۹      | خنده بازار                 | کارگردان هنری             | شهاب عباسی                | شبکه سه                                |
| ۱۳۸۸      | دارا و ندار                | بازیگر                    | مسعود ده نمکی             | شبکه پنج                               |
| ۱۳۸۷      | ایستی سویوخ                | بازیگر                    |                           | شبکه سهند                              |
| ۱۳۸۶      | چارخونه                    | نویسنده                   | سروش صحت                  | شبکه سه                                |
| ۱۳۸۶      | گذر میرزا                  | بازیگر، نویسنده           | محمد اعلمی                |                                        |
| ۱۳۸۵      | هیوا                       | بازیگر                    | ...                       | شبکه سهند                              |
| ۱۳۸۴      | کلانتری۹۹                  | بازیگر                    | سعید عالم زاده            | شبکه تهران                             |
| ۱۳۸۳      | صفر درجه                   | بازیگر                    | ابوالفضل احمدیان          | شبکه تهران                             |
| ۱۳۸۲      | کوچه اقاقیا                | نویسنده                   | رضا عطاران                | شبکه پنج                               |
| ۱۳۸۲      | مهمانان مادربزرگ           | بازیگر                    | امیر فیضی                 | شبکه دو                                |
| ۱۳۸۲      | تلخ و شیرین                | بازیگر مهمان              | ابوالفضل امیدیان          |                                        |
| ۱۳۸۱      | پاورچین                    | بازیگر مهمان              | مهران مدیری               | شبکه پنج                               |
| ۱۳۸۱      | شبکه                       | بازیگر                    | محمود عزیزی               | شبکه‌ دو                                |
| ۱۳۸۱      | آشتی‌کنان                   | بازیگر                    | مجید صالحی                | شبکه سه                                |
| ۱۳۸۱      | گوش به زنگ                 | بازیگر                    | محمد صالحیان              | شبکه پنج                               |
| ۱۳۸۰      | زیر آسمان شهر              | بازیگر مهمان              | مهران غفوریان             | شبکه سه                                |
| ۱۳۷۹      | همسفر                      | بازیگر مهمان              | قاسم جعفری                | شبکه سه                                |
| ۱۳۷۹      | خندان                      | بازیگر                    | قاسم جعفری                | شبکه جهانی جام‌جم                       |
| ۱۳۷۹      | امیر و غول چراغ جادو       | بازیگر                    | امیرحسین قهرائی           | شبکه تهران                             |
| ۱۳۷۹      | گلهای ۷۹                   | بازیگر                    | مهران غفوریان             | شبکه دو                                |
| ۱۳۷۸-۱۳۸۳ | ماجراهای تقی جان           | بازیگر                    | حسن پورشیرازی مرضیه محبوب |                                        |
| ۱۳۷۸      | مهاجمین                    | بازیگر                    |                           | شبکه‌ دو                                |
| ۱۳۷۷      | اکسیژن                     | بازیگر                    | محمد مهدی رسولی           | شبکه دو                                |
| ۱۳۷۷      | باغ ستاره                  | بازیگر                    | شیرین جاهد                | -                                      |
| ۱۳۷۵      | نوروز ۷۶                   | بازیگر                    | داریوش کاردان             | شبکه یک                                |
| ۱۳۷۵      | صد سال به این سال‌ها        | بازیگر                    | بیژن صمصامی               | -                                      |

### شبکه نمایش خانگی
| سال  | نام         | سمت        | کارگردان      |
| ---- | ----------- | ---------- | ------------- |
| ۱۴۰۲ | ناتو        | شرکت کننده | مهدی صفی یاری |
| ۱۴٠۱ | بالا        | بازیگر     | حسن امیری     |
| ۱۴۰۰ | جوکر        | شرکت کننده | احسان علیخانی |
| ۱۳۹۹ | شبهای مافیا | شرکت کننده | سعید ابوطالب  |
| ۱۳۹۹ | شام ایرانی  | شرکت کننده | سعید ابوطالب  |